# Wikipédia em africâner
A Wikipédia em africâner (em africâner: Afrikaanse Wikipedia) é a edição da Wikipédia em língua africâner, uma enciclopédia colaborativa livre. O projeto foi iniciado em 16 de novembro de 2001, e foi a 11ª enciclopédia a ser criada.
Em 31 de maio de 2020, a versão contava com cerca de 91.000 artigos e era a 68ª Wikipédia em número de artigos. Além da África do Sul, esta Wikipédia também é editada de outros locais, como Países Baixos, Bélgica, Namíbia, Alemanha e Escandinávia.
É a segunda Wikipédia em alguma língua africana em número de artigos, perdendo apenas para a Wikipédia em suaíli.